# Lasse Liemola

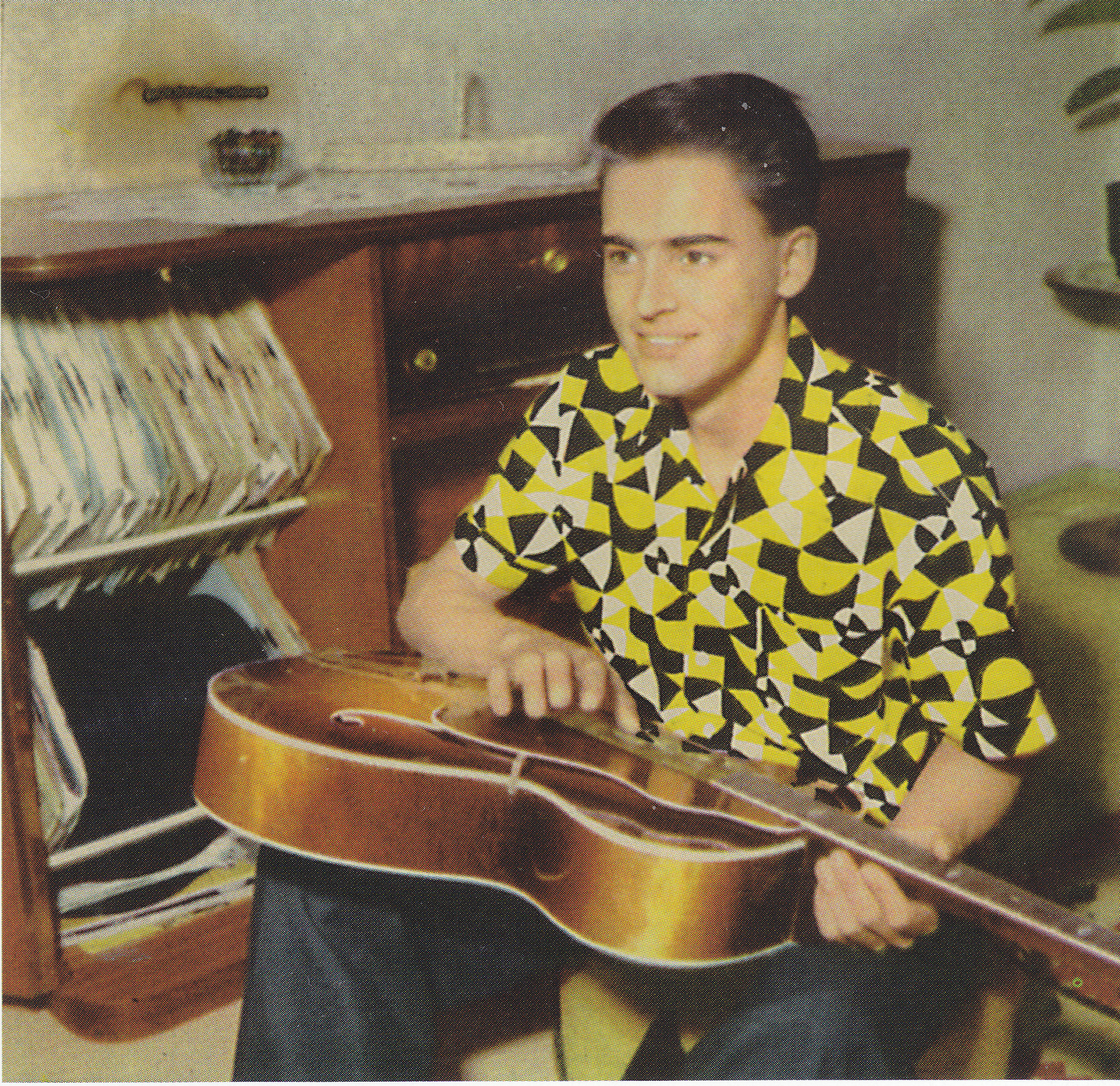
Lasse Liemola (1960).

Lars-Erik "Lasse" Olavi Liemola, född 5 september 1937 i Helsingfors, är en finländsk sångare.
Liemola debuterade 1957 och blev känd bland annat med låten Diivaillen (en översättning av britten Lonnie Donegans skifflehit Putting on the Style). Vidare sjöng Liemola översättningar från den väldigt populäre amerikanen Paul Ankas repertoar, vilken som första internationella ungdomsidol besökte Finland 1959.